# Cirolana curtensis
Cirolana curtensis är en kräftdjursart som beskrevs av Bruce 1986. Cirolana curtensis ingår i släktet Cirolana och familjen Cirolanidae. Inga underarter finns listade i Catalogue of Life.